# Крістал-Спрінгс (Альберта)
Крістал-Спрінгс (англ. Crystal Springs) — літнє село в Канаді, у провінції Альберта, у складі муніципального району Ветасківін № 10.

## Населення
За даними перепису 2016 року, літнє село нараховувало 51 особу постійного населення, показавши скорочення на 43,3%, порівняно з 2011-м роком. Середня густина населення становила 88,9 осіб/км².
З офіційних мов обидвома одночасно володіли 5 жителів, тільки англійською — 50. Усього 5 осіб вважали рідною мовою не одну з офіційних.

## Клімат
Середня річна температура становить 2,6°C, середня максимальна – 20,7°C, а середня мінімальна – -18,4°C. Середня річна кількість опадів – 519 мм.
| Клімат поселення                              | Клімат поселення | Клімат поселення | Клімат поселення | Клімат поселення | Клімат поселення | Клімат поселення | Клімат поселення | Клімат поселення | Клімат поселення | Клімат поселення | Клімат поселення | Клімат поселення | Клімат поселення |
| Показник                                      | Січ.             | Лют.             | Бер.             | Квіт.            | Трав.            | Черв.            | Лип.             | Серп.            | Вер.             | Жовт.            | Лист.            | Груд.            |                  |
| Середній максимум, °C                         | −6,22            | −2,91            | 1,50             | 9,15             | 15,00            | 19,08            | 20,71            | 20,42            | 15,46            | 10,30            | 1,22             | −4,23            |                  |
| Середня температура, °C                       | −12,3            | −9               | −4,58            | 3,06             | 8,92             | 13,00            | 15,34            | 15,05            | 10,08            | 4,93             | −4,15            | −9,61            |                  |
| Середній мінімум, °C                          | −18,4            | −15,09           | −10,67           | −3,02            | 2,82             | 6,91             | 9,96             | 9,68             | 4,71             | −0,44            | −9,52            | −14,98           |                  |
| Норма опадів, мм                              | 24               | 17               | 21               | 32               | 56               | 88               | 101              | 70               | 47               | 26               | 21               | 16               |                  |
| Середньомісячна швидкість вітру, м/с          | 3.22             | 3.33             | 3.46             | 3.70             | 3.70             | 3.32             | 3.00             | 2.90             | 3.12             | 3.40             | 3.33             | 3.30             |                  |
| Середньомісячна сонячна радіація, кДж/м²·день | 3652             | 7156             | 12318            | 17173            | 20649            | 22097            | 22377            | 18747            | 12828            | 7677             | 3930             | 2736             |                  |
| --------------------------------------------- | ---------------- | ---------------- | ---------------- | ---------------- | ---------------- | ---------------- | ---------------- | ---------------- | ---------------- | ---------------- | ---------------- | ---------------- | ---------------- |
| Джерело:                                      |                  |                  |                  |                  |                  |                  |                  |                  |                  |                  |                  |                  |                  |